# 抚州站
抚州站位于中华人民共和国江西省抚州市临川区崇岗镇（该镇由抚州高新区代管），是昌福线上的一座客运二等站，由南昌局集团南昌车务段管辖。

## 历史
2005年12月对抚州站选址进行勘察。
2007年11月24日向莆铁路江西段开工，确认沿线将设抚州站。
2008年4月3日抚州站开工；2009年12月抚州站设计方案定下。
2011年初站前广场开工，2013年7月基本完工。
2013年9月26日与昌福铁路一同启用；通车初期每天停靠37趟客运列车。
2015年为昌福铁路上的客运站，由南昌铁路局管辖:40。
2016年南昌铁路局重新公布了管内的车站等级，本站为二等站。

## 车站结构
车站设3站台7线，其中正线2条，到发线5条，站台为两个岛式站台和一个侧式站台。站房建筑面积为12000平方米。站房综合楼为地上两层。并设置站前高架和落客平台。
站房共有两个检票口，一层为一号口连接1站台，二层为二号口通过天桥连接2、3、4、5站台。

## 车站交通
- 高铁1路：赣东大桥-火车站
- 高铁2路：上顿渡-火车站
- 9路：华润万家超市-火车站[16]

## 其他
由于本站与福州站位于同一条铁路线上，不少车次会先后经过这两座车站，因此曾有人在购票或乘车时将两站弄混而误事。